# 易卜拉欣·马赫莱卜
易卜拉欣·马赫莱卜（阿拉伯语：‎；1949年4月12日—)，前任埃及總理。

## 總理
2014年2月25日埃及临时总理哈齐姆·贝卜拉维辞职，临时总统阿德利·曼苏尔授权时任住房、公共工程与城市化部长的马赫莱卜组建新内阁。3月1日，马赫莱卜任总理的埃及临时政府新内阁32名成员在首都开罗向临时总统曼苏尔宣誓就职。
马赫莱卜已婚，会讲英语和法语。

### 政策
2013年埃及政变以来，马赫莱卜在哈齐姆·贝卜拉维的临时政府中担任住房部长，贝卜拉维辞职后，马赫莱卜被任命为新一届临时政府总理。他说他的政府将“继续致力于维护社会稳定和打击恐怖主义”。他也宣称会重建经济。